# Clímene (nereida)
|  | Per a altres significats, vegeu «Clímene». |

Clímene (en grec antic Κλυμένη) va ser segons la mitologia grega, una de les cinquanta Nereides, filla de Nereu, un déu marí fill de Pontos, i de Doris, una nimfa filla d'Oceà i de Tetis. La mencionen Homer i Gai Juli Higí a les llistes que donen sobre aquests personatges. Higí diu que era la nereida de la celebritat.
Homer explica que va ser una de les trenta-dues nereides que van pujar des del fons de l'oceà per arribar a les platges de Troia i plorar, juntament amb Tetis la futura mort d'Aquil·les